# Popliteratur
Popliteratur (auch: Pop-Literatur) ist eine Strömung in der deutschsprachigen Literatur des 20. und 21. Jahrhunderts.

## Ab den 1960er Jahren
Die erste Phase der deutschen Popliteratur orientierte sich an der in den 1940er und 1950er Jahren in den USA entstehenden Beat Generation, in der sich Schriftsteller wie William S. Burroughs, Jack Kerouac und Allen Ginsberg zu einer mehr oder weniger lockeren Gruppe zusammenschlossen und das spezifische Gefühl Jugendlicher zum Ausdruck zu bringen versuchten.
Die so genannten Beatniks brachen mit den herkömmlichen dominanten Moral- und Lebensvorstellungen, versuchten durch Drogenkonsum ihr Bewusstsein zu erweitern und ihren unkonventionellen Lebensstil in einer möglichst realistischen Sprache darzustellen. So fand die Alltags- und Vulgärsprache ihren Weg in die Literatur. Popliteratur stellte in dieser Phase den Versuch dar, Jugendlichen und ihrem subkulturellen Lebensstil eine authentische Sprache zu geben. Beispiele dafür sind das Langgedicht Howl von Allen Ginsberg (1956) und die Romane On The Road von Jack Kerouac (1957) und Naked Lunch von William S. Burroughs (1959).
Der Begriff Popliteratur (in der Schreibweise „Pop-literatur“) wurde 1964 vom österreichischen Lyriker H. C. Artmann zum ersten Mal verwendet. In Deutschland wurde die Gattung Popliteratur durch den 1968 in der Zeitschrift Christ und Welt und im Magazin Playboy veröffentlichten Aufsatz Cross the Border – Close the Gap von Leslie Fiedler bekannt. Er forderte darin die Ablösung der elitären Hochkultur durch eine Literatur, die auch den Alltag mit einbezieht. Hier war es vor allem der junge, rebellische Schriftsteller Rolf Dieter Brinkmann, der 1969 zusammen mit Ralf-Rainer Rygulla im März-Verlag die Anthologie Acid. Neue amerikanische Szene herausbrachte und damit die amerikanischen Popliteraten in Deutschland vorstellte. Damit platzte Brinkmann in eine durch die restaurative Nachkriegszeit sowie durch die „politisch korrekte“ Literatur der Gruppe 47 dominierte Literaturszene. Sein Auftreten wirkte extrem provozierend.
Brinkmann schreibt:

„Enzensbergers ablehnende Haltung gegenüber dem Statement Kerouacs kann symptomatisch genommen werden für die bekannte Unsinnlichkeit des Denkens abendländischer Intellektueller […]. Es ist tatsächlich nicht einzusehen, warum nicht ein Gedanke die Attraktivität von Titten einer 19jährigen haben sollte, an die man gerne faßt […]“

„Der Tot-Stell-Reflex, der die deutschsprachigen Literaturprodukte weithin kennzeichnet, äußert sich in der praktizierten hemmungslosen Tabuisierung bestimmter „Wörter“, anstatt auf Wörter oder Sätze so lange draufzuschlagen, bis das in ihnen eingekapselte Leben (Dasein, einfach nur: Dasein) neu daraus aufspringt in Bildern, Vorstellungen […]“

Die historische Bedeutung der Popliteratur in Deutschland hängt mit den gesellschaftlichen Entwicklungen der 1960er Jahre, den Studentenunruhen und der 68er-Bewegung zusammen. In dieser Stimmung wurde Popliteratur als eine Möglichkeit begrüßt, sich auch kulturell deutlich von der scharf kritisierten Elterngeneration abzugrenzen. Zum ersten Mal wird „Jugend“ zu einem eigenständigen Lebensabschnitt mit nur ihr vorbehaltenen Subkulturen.
Die zweite, Anfang der 1980er Jahre hervortretende Generation deutschsprachiger Popliteratur distanzierte sich allerdings ihrerseits von den Spät-68ern, vom rituellen Protest und mehr noch vom Geschmack des Alternativmilieus. Mit punkaffinen Autoren wie Peter Glaser und Rainald Goetz wie auch dem Musikjournalismus des frühen Diedrich Diederichsen etablierte sich eine apodiktische Bewertung popkultureller Produkte, die in den 1990er Jahren nachwirkte.

## Seit den 1990er Jahren
In den 1990er Jahren erlebte der Begriff Popliteratur eine Renaissance: Vor allem die Werke von Benjamin von Stuckrad-Barre (Soloalbum), Christian Kracht (Faserland), Elke Naters und Alexa Hennig von Lange wurden vom Feuilleton darunter subsumiert. Auch Judith Hermann, Thomas Brussig, Sibylle Berg, Andreas Mand, Takis Würger sowie die Suhrkamp-Autoren Rainald Goetz, Andreas Neumeister und Thomas Meinecke werden in diesem Zusammenhang häufig genannt. 
International gilt Nick Hornby als einer der wichtigsten aktuellen Vertreter der Popliteratur bzw. Popkultur.
Als einer der Höhepunkte der neuen Bewegung gilt das Treffen von fünf Popliteraten im Berliner Hotel Adlon, namentlich Benjamin von Stuckrad-Barre, Christian Kracht, Eckhart Nickel, Alexander von Schönburg und Joachim Bessing. Die dabei geführten Gespräche wurden 1999 unter dem Titel Tristesse Royale. Das popkulturelle Quintett in Buchform veröffentlicht.
Musik, Drogenkonsum, Reisen sowie die Verarbeitung sekundärer Lektüren aus den Bereichen Fernsehen, Musik, Internet, Popkultur im Allgemeinen oder aktueller Lifestyle finden Eingang in die literarischen Werke der genannten Autoren. Die klassische Definition von Pop als das Aufgreifen von literarischen bzw. hauptsächlich außerliterarischen Themen und Fragmenten sowie das Implementieren derselben in eine neue prosaische Form und die Darstellung eines Ausschnitts der Welt mittels einer Oberflächenbeschreibung findet in der neuen deutschen Popliteratur ihre Fortsetzung, allerdings abweichend von den popliterarischen Ansätzen eines Hubert Fichte oder eines Rolf Dieter Brinkmann: Zwar bildet die Entstehungszeit weiterhin den Anker für die Entstehung und die einfache Rezeption (nach Diedrich Diederichsen) eines der prominentesten Merkmale von Popliteratur; der in diesem Zusammenhang oftmals beschriebene Zeitgeistbezug von Popliteratur bleibt weiterhin nicht zu leugnen, aber der subversive Grundcharakter scheint in dem Moment verloren, da die Protagonisten einer dandyhaften, vermögenden Oberschicht zu entspringen scheinen. Andere, durchaus subversive Ansätze einer neueren Popliteratur, etwa eines Justin Larutan (Das Attentat), wurden freilich vom Feuilleton auch kaum beachtet. Erst neuere wissenschaftliche Arbeiten belegten eindeutig, dass sich die Popliteratur der 1990er Jahre bei genauerer Betrachtung und bei aller angebrachten Kritik als neuartige, notwendige und mithin keineswegs anspruchslose Literaturströmung entpuppt.

„Popliteratur ist Literatur, die unter kulturindustriellen Bedingungen hergestellt und wahrgenommen wird; das Wort bedeutet also besser nicht „Bücher, in denen Platten vorkommen“. In meinem Sinn ist heute alle Literatur aus den reichen Ländern, die sich mit dem auseinandersetzt, was hier tatsächlich los ist, Popliteratur.“

Als weitere Formen popkultureller Genres in der älteren Begriffsbestimmung können weiterhin Social Beat oder Poetry-Slam gewertet werden.
Nach dem kurzfristigen Höhepunkt am Ende der 1990er Jahre und der gleichzeitigen medialen Präsenz der Autoren und ihrer Kritiker wurde es, zeitgleich mit dem Erscheinen der ersten wissenschaftlichen Arbeiten zum Thema, still um die deutschen Popliteraten.